# Председатель Совета министров Российской империи
Председатель Совета Министров — упразднённая государственная должность главы правительства России в период между революцией 1905 года и Февральской революции 1917 года. Первым председателем Совета министров 24 октября (6 ноября) 1905 года был назначен председатель Комитета министров граф С. Ю. Витте. Последним в этой должности стал князь Н.Д. Голицын
Совет министров прекратил свою деятельность 27 февраля (12 марта) 1917 года в ходе Февральской революции. Его функции как высшего органа государственного управления перешли к образованному 2 (15) марта 1917 года Временному правительству.

## Председатели Совета министров (1905—1917)
| №                             | Портрет                       | Имя (годы жизни)                              | Полномочия                      | Полномочия                      | Монарх                        |
| №                             | Портрет                       | Имя (годы жизни)                              | Начало                          | Окончание                       | Монарх                        |
| председатели Совета министров | председатели Совета министров | председатели Совета министров                 | председатели Совета министров   | председатели Совета министров   | председатели Совета министров |
| ----------------------------- | ----------------------------- | --------------------------------------------- | ------------------------------- | ------------------------------- | ----------------------------- |
| 1                             |                               | граф Сергей Юльевич Витте (1849—1915)         | 24 октября (6 ноября) 1905      | 22 апреля (5 мая) 1906          | Николай II                    |
| 2 (I)                         |                               | Иван Логгинович Горемыкин (1839—1917)         | 22 апреля (5 мая) 1906          | 8 (21) июля 1906                | Николай II                    |
| 3                             |                               | Пётр Аркадьевич Столыпин (1862—1911)          | 8 (21) июля 1906                | 5 (18) сентября 1911            | Николай II                    |
| и. о.                         |                               | граф Владимир Николаевич Коковцов (1853—1943) | 2 (15) сентября 1911            | 9 (22) сентября 1911            | Николай II                    |
| 4                             | 9 (22) сентября 1911          | граф Владимир Николаевич Коковцов (1853—1943) | 30 января (12 февраля) 1914     |                                 | Николай II                    |
| 2 (II)                        |                               | Иван Логгинович Горемыкин (1839—1917)         | 30 января (12 февраля) 1914     | 20 января (2 февраля) 1916      | Николай II                    |
| 5                             |                               | Борис Владимирович Штюрмер (1848—1917)        | 20 января (2 февраля) 1916      | 10 (23) ноября 1916             | Николай II                    |
| 6                             |                               | Александр Фёдорович Трепов (1862—1928)        | 10 (23) ноября 1916             | 27 декабря 1916 (9 января 1917) | Николай II                    |
| 7                             |                               | князь Николай Дмитриевич Голицын (1850—1925)  | 27 декабря 1916 (9 января 1917) | 27 февраля (12 марта) 1917      | Николай II                    |